# باسادينا
باسادينا (بالإنجليزية: Pasadena)‏ هي مدينة أمريكية تقع في ولاية تكساس.تبلغ مساحة هذه المدينة 115.3 (كم²)،ويبلغ عدد سكانها 149043 نسمة حسب إحصاء سنة 2010 م. تشير إحصاءات سنة 2000م بأن الكثافة السكانية في هذه المدينة تقدر بـ(1238.7) نسمة/كم2.

## التركيبة السكانية
حدّد مكتب تعداد الولايات المتحدة بيانات التركيبة السكانية لباسادينا في تعداد الولايات المتحدة. في ما يلي، التركيبة السكانية حسب تعدادي 2000 و2010.

### تعداد عام 2000
بلغ عدد سكان باسادينا 141,674 نسمة بحسب تعداد عام 2000، وبلغ عدد الأسر 47,031 أسرة وعدد العائلات 35,183 عائلة مقيمة في المدينة. في حين سجلت الكثافة السكانية 1,222.6 نسمة لكل كيلومتر مربع (3,166.5/ميل2). وبلغ عدد الوحدات السكنية 50,367 وحدة بمتوسط كثافة قدره 434.6 لكل كيلومتر مربع (1,125.6/ميل2).
وتوزع التركيب العرقي للمدينة بنسبة 71.45% من البيض و1.63% من الأمريكيين الأفارقة و0.68% من الأمريكيين الأصليين و1.83% من الأمريكيين ذوي الأصول الآسيوية و0.04% من سكان جزر المحيط الهادئ و21.30% من الأعراق الأخرى و3.08% من عرقين مختلطين أو أكثر و48.24% من الهسبانيون أو اللاتينيون من أي عرق.
بلغ عدد الأسر 47,031 أسرة كانت نسبة 47.5% منها لديها أطفال تحت سن الثامنة عشر تعيش معهم، وبلغت نسبة الأزواج القاطنين مع بعضهم البعض 55.8% من أصل المجموع الكلي للأسر، ونسبة 13.1% من الأسر كان لديها معيلات من الإناث دون وجود شريك، بينما كانت نسبة 5.9% من الأسر لديها معيلون من الذكور دون وجود شريكة وكانت نسبة 25.2% من غير العائلات. تألفت نسبة 20.4% من أصل جميع الأسر من عدة أفراد يعيشون في نفس المنزل ونسبة 6.2% كانت تتألف من شخص يعيش بمفرده يبلغ من العمر 65 عاماً أو أكثر. وبلغ متوسط حجم الأسرة المعيشية 2.99، أما متوسط حجم العائلات فبلغ 3.48.
بلغ العمر الوسطي للسكان 29.2 عاماً. وكانت نسبة 31.5% من القاطنين تحت سن الثامنة عشر، وكانت نسبة 11.4% بين الثامنة عشر والرابعة والعشرين عاماً، ونسبة 31.1% كانت واقعةً في الفئة العمرية ما بين الخامسة والعشرين والرابعة والأربعين عاماً، ونسبة 17.8% كانت ما بين الخامسة والأربعين والرابعة والستين، ونسبة 7.4% كانت ضمن فئة الخامسة والستين عاماً فما فوق. يوجد لكل 100 أنثى 100.1 ذكر، ويوجد لكل 100 أنثى في الثامنة عشر من عمرها فما فوق 98.2 ذكر.
بلغ متوسط دخل الأسرة في المدينة 33,082 دولارًا، أما متوسط دخل العائلة فبلغ 35,637 دولارًا. وكان متوسط دخل الذكور 29,343 دولارًا مقابل 23,150 دولارًا للإناث. وسجل دخل الفرد الخاص بالمدينة 12,504 دولارًا. وكانت نسبة 17.6% من العائلات ونسبة 20.6% من السكان تحت خط الفقر، وكان من هؤلاء نسبة 26.2% تحت سن الثامنة عشر ونسبة 13.4% في الخامسة والستين من العمر وما فوق.

### تعداد عام 2010
بلغ عدد سكان باسادينا 149,043 نسمة بحسب تعداد عام 2010، وبلغ عدد الأسر 48,471 أسرة وعدد العائلات 35,824 عائلة مقيمة في المدينة. في حين سجلت الكثافة السكانية 1,286.2 نسمة لكل كيلومتر مربع (3,331.2/ميل2). وبلغ عدد الوحدات السكنية 53,899 وحدة بمتوسط كثافة قدره 465.1 لكل كيلومتر مربع (1,204.6/ميل2).
وتوزع التركيب العرقي للمدينة بنسبة 75.32% من البيض و2.34% من الأمريكيين الأفارقة و0.74% من الأمريكيين الأصليين و2.11% من الأمريكيين ذوي الأصول الآسيوية و0.06% من سكان جزر المحيط الهادئ و16.49% من الأعراق الأخرى و2.94% من عرقين مختلطين أو أكثر و62.19% من الهسبانيون أو اللاتينيون من أي عرق.
بلغ عدد الأسر 48,471 أسرة كانت نسبة 45.5% منها لديها أطفال تحت سن الثامنة عشر تعيش معهم، وبلغت نسبة الأزواج القاطنين مع بعضهم البعض 51.5% من أصل المجموع الكلي للأسر، ونسبة 15.1% من الأسر كان لديها معيلات من الإناث دون وجود شريك، بينما كانت نسبة 7.4% من الأسر لديها معيلون من الذكور دون وجود شريكة وكانت نسبة 26.1% من غير العائلات. تألفت نسبة 21.4% من أصل جميع الأسر من عدة أفراد يعيشون في نفس المنزل ونسبة 6.9% كانت تتألف من شخص يعيش بمفرده يبلغ من العمر 65 عاماً أو أكثر. وبلغ متوسط حجم الأسرة المعيشية 3.06، أما متوسط حجم العائلات فبلغ 3.58.
بلغ العمر الوسطي للسكان 30.7 عاماً. وكانت نسبة 30.7% من القاطنين تحت سن الثامنة عشر، وكانت نسبة 10.9% بين الثامنة عشر والرابعة والعشرين عاماً، ونسبة 27.8% كانت واقعةً في الفئة العمرية ما بين الخامسة والعشرين والرابعة والأربعين عاماً، ونسبة 22.2% كانت ما بين الخامسة والأربعين والرابعة والستين، ونسبة 8.3% كانت ضمن فئة الخامسة والستين عاماً فما فوق. وتوزع التركيب الجنسي للسكان بنسبة 49.7% ذكور و50.3% إناث.

## توأمة
لباسادينا اتفاقيات توأمة مع:
- هادانو

## أعلام
- جاكوب غرين
- دوين ووكر
- جيراردو أورتيز
- بي. بي. واتسون
- باد مارشال
- دين كورل
- براندون داربي
- لي فيتزجيرالد